# Juan Manuel Ugarte Eléspuru

Juan Manuel Ugarte Eléspuru, (*Lima, 11 de mayo de 1911 - †Lima, 23 de agosto de 2004), fue un destacado pintor, escultor, historiador y escritor peruano. 

## Biografía
Fue hijo de Alejandro Sixto Ugarte Álvarez y de Zoila Luz Eléspuru Pérez, miembros de aristocráticas familias limeñas. Inició sus estudios escolares en el Colegio Sagrados Corazones Recoleta de Lima. A los diez años de edad fue enviado por su familia a Europa donde permaneció hasta 1929, cursando estudios sucesivamente en Berlín y Madrid. Se trasladó a Buenos Aires, donde estudió letras y filosofía durante dos años, abandonando la Facultad para ingresar a la Escuela Superior de Bellas Artes, de donde egresó en 1936 con la especialidad de grabado y pintura. Permaneció cinco años en el taller de Alfredo Guido, donde aprendió la técnica del grabado y pintura mural. Se trasladó a Chile, donde expuso su primera muestra personal de óleos, grabados y frescos sobre tablero en 1938 y posteriormente en 1939.
. 
Retornó a Lima en 1940, donde se encontró con tres grupos de pintores en pugna: los indigenistas de Sabogal, los académicos o independientes y un tercer grupo formado por gente joven que había tenido ocasión de viajar y traer las nuevas tendencias vanguardistas; decidió entonces quedarse en Lima. Entre 1941 y 1943 se dedicó a la docencia a nivel escolar en los colegios nacionales José Granda y Pedro A. Labarthe; en 1944 integró el plantel de profesores de la Escuela Nacional de Bellas Artes de Lima (ENBA), en las cátedras de dibujo, historia del arte, fue el iniciador de la enseñanza de la técnica del grabado en 1948, pintura mural y escenografía. En 1956 fue nombrado Director de la ENBA, cargo que ejerció hasta 1973. Donde la Escuela tuvo su mejor esplendor tanto en enseñanza como en alumnado.
Realizó murales en edificios públicos como en la capilla de la GUE Mercedes Cabello de Carbonera; en la GUE Bartolomé Herrera; en el entonces edificio del Ministerio de Educación; en la Municipalidad de Miraflores y en UNI.
Fue autor del grupo escultórico en homenaje a Daniel Alcides Carrión, ganando el Primer Premio en el Concurso de la Beneficencia Pública de Lima en 1971; otro en la Plaza del Hospital Dos de Mayo (1972); y otro en homenaje al prócer José Faustino Sánchez Carrión en la Plaza del Congreso de la República (1974). Ha realizado también bustos de bronce de José Bernardo Alcedo, de Manuel Ascencio Segura y de Túpac Amaru II; los dos primeros para los teatros del mismo nombre, y el tercero para obsequio de la cancillería peruana a la República del Ecuador.
Fue regidor de Lima en 1962 y 1963. Su autorretrato está en la Galleria degli Uffizi en Florencia, Italia. 
Bienales
- II Bienal Hispanamericana de La Habana-Cuba, 1954
- I y II Bienal de Trujillo-Perú, 1983-85
- Primera Bienal Iberoamericana de Lima, 1997.

Expuso en salas peruanas y del extranjero tanto en exposiciones individuales como en colectivas. Expuso en Caracas, 1945; México, 1955; Canadá, 1956; París, 1958; USA, 1959. Organizó y participó en el Homenaje a la ENSABAP en el Palacio de Osambela, 1999. 
En 1981 el Museo de Arte de Lima le rindió homenaje con una gran retrospectiva abarcando 50 años de pintura. En el año de 1982 el Banco Industrial del Perú publicó un catálogo recordando dicha exposición y que contiene una larga entrevista al artista. En el 2001 se dio la muestra Exposición Homenaje, en la Biblioteca Nacional del Perú

## Características de su arte
Como pintor es conocido por la diversidad de técnicas que practica con acertada inspiración y buen dominio del oficio. Dentro de la estilística ejecuta una pintura informalista rica en valores estéticos puros, destacándose esencialmente su excelente composición y su muy amplia gama de matices cromáticos (Pachacámac, 1961, y La Muerte del Torero). También nos deja ver dentro de su creación pictórica un gran afecto por los temas de corte nacionalista en los que plasma imágenes típicas nuestras con gran fuerza y vigor expresivo.
Juan Villacorta Paredes

En Juan Manuel Ugarte Eléspuru (1911) aflora un profundo interés por lo vernacular, aunque equilibrado con las experiencias recogidas en sus viajes y aprendizajes por España, Argentina y Chile. ello se plasma en un concepto independiente de la actividad pictórica que pretende capturar los esencial del indigenismo en un expresionismo libre, exuberante y vital.
Luis Enrique Tord

## Obras escritas
Publicó varios libros, entre ellos: 
- Lima y lo limeño (1966)
- Ignacio Merino y Francisco Laso (1966), ensayos biográficos.
- Pintura y escultura en el Perú contemporáneo (1970), estudio panorámico del arte plástico en el Perú, entre 1920 y 1970.
- La rebelión de Atusparia (1974), drama en tres actos, con prólogo y epílogo.
- El Pedro eterno (1977), drama.
- Telas pintadas prehispánicas de la costa del Perú (1978).
- Lima Incógnita (1992)
- De re taurina (1993)
- Telas pintadas precolombinas de la costa peruana (1995)
- Monumenta Limensis (2001), su última obra, dedicada al estudio de la historia, arquitectura y artes de Lima.

## Premios y reconocimientos
- Primer Premio Exposición Amazónica, 1943
- Medalla de Oro de la Municipalidad de Lima 1946
- Premio Nacional de Fomento a la Cultura Ignacio Merino, 1947
- Premio Nacional de Cultura, 1947.
- Primer Premio Salón Municipal de Pintura
- Primer Premio Concurso Manuel Moncloa Ordóñez
- Palmas Magisteriales en Primer Grado, Ministerio de Educación, 1953.

Fue condecorado por los gobiernos de España, Italia, Chile y Brasil. El Gobierno del Perú le otorgó el distintivo de Amauta y la Orden El Sol del Perú, en el grado de Gran Cruz.